# Sherfield on Loddon
Sherfield on Loddon is een civil parish in het bestuurlijke gebied Basingstoke and Deane, in het Engelse graafschap Hampshire met 3107 inwoners.